# Lomnice (district de Bruntál)
Pour les articles homonymes, voir Lomnice.
Lomnice (de 1869 à 1910 : Měrotín ; en allemand : Lobnig) est une commune du district de Bruntál, dans la région de Moravie-Silésie, en République tchèque. Sa population s'élevait à 516 habitants en 2021.

## Géographie
Lomnice se trouve à 14 km au sud-sud-ouest de Bruntál, à 62 km à l'ouest d'Ostrava et à 215 km à l’est-sud-est de Prague.
La commune est limitée par Moravskoslezský Kočov, Mezina et Valšov au nord, par Nová Pláň, Roudno et Moravský Beroun à l'est, par Dětřichov nad Bystřicí au sud, et par Mezina, Ryžoviště et Břidličná à l'ouest.

## Histoire
La première mention écrite de la localité date de 1317.

## Administration
La commune se compose de deux quartiers :
- Lomnice
- Tylov

## Transports
Par la route, Lomnice se trouve à 11 km de Moravský Beroun, à 14 km de Bruntál, à 83 km d'Ostrava et à 279 km de Prague.